# 立花家橘之助 (初代)
初代 立花家 橘之助（たちばなや きつのすけ、1868年9月13日（慶応4年7月27日） - 1935年6月29日）は、女流音曲師（女道楽）。本名：石田美代。
天才的な三味線の名手として知られる。おもに寄席で活躍。圧倒的な人気を誇る。落語家ではないのに、落語の寄席の主任（トリ）を常時とり続けた。
異名として「女大名」「女公方」「淀君」「女帝」。
2代目三遊亭圓橘の弟子。大師匠は三遊亭圓朝。
父の名は石田良周（よしちか）で、田安家に仕える幕臣であったという。

## 年譜
- 竹本紋榮に義太夫、清元延榮の元で清元の三味線を始める。5歳の時、女義太夫として6代目桂文治の出演する下谷「吹抜亭」で面白半分で出演。
- 1873年～1874年、2代目三遊亭圓橘に入門。両国の寄席「立花家」に喜代八の三味線伴奏で初高座。
- 大師匠の三遊亭圓朝にも可愛がられ、真打昇進を許される。1875年7月、浅草の「雷名亭」で8歳にして真打昇進。（他に類例はない）
- 1882年から足掛け3年半に渡り、大阪、京都、名古屋へと男装で巡業。
- 1887年頃から「三府浮世節」（浮世節）の家元の看板を掲げ、諸派音曲取り混ぜての三味線の名人と謳われた。
- 人気を妬む何者かに水銀を飲まされ、声を潰した。しかし晩年まで最高の賛辞を得つづけた。
- 6代目朝寝坊むらく（初代全亭武生）と駆け落ちして結婚。
- 1906年から1907年に掛けて、師・圓橘と夫・むらくを共に亡くすが、師の夫人と2人の遺児を共に引き取り、世の賞賛を得た。
- 初代橘ノ圓と再婚。
- 1924年に表舞台からは引退し、夫の橘ノ圓と共に名古屋市中区に移る。
- 1935年6月10日、京都市上京区に移り住む。そのわずか19日後、北野天満宮そばの紙屋川が氾濫し、自宅が流され、夫と共に水死。66歳没。

墓所は神楽坂の清隆寺。法名: 清心院妙橘日周大姉。
門下には、初代立花家花橘（女性）、7代目朝寝坊むらく（のちの3代目三遊亭圓馬）、橘家橘弥（のちの5代目橘家小圓太）、2代目立花家花橘、三遊亭圓吉（キツネウマ）、3代目立花家千橘らがいる。

## エピソード
- 榎本滋民作・山田五十鈴主演の『たぬき』という舞台作品（大仏次郎の新歌舞伎たぬきとは別）は、この立花家橘之助を主人公としている。
- アクシデントで三味線の演奏中3絃のうち2絃が切れてしまったことがあった。残りの1絃だけで、3絃ある時と全く変わらない演奏をして見せた。
  - 三味線のすべての絃が切れ、そのまま高座の上で素うたい（伴奏なしの独唱）で時間をつなぎながら、三味線をまったく見ずに一本の弦をつなぎ、何事もなかったかのように演奏再開させたという逸話もある（藤井宗哲『落語』）。
- 東京の寄席では、通常色物はトリをとらない。あまりにも人気になった為演奏が終わると客が帰ってしまうため、彼女だけ例外的にトリを務めるようになった。
- 本人自身は生涯、お金の勘定というものをしたことがなかった。
- 寄席の割りを作る時、橘之助の食費など雑費をひいてから、各出演者に分配した（橘之助のギャラが大幅割増となる計算）。

## 派手な男女関係
一流芸能人の常として、男女関係は派手であった。処女は初代中村鴈治郎に捧げたといわれ、大相撲常陸山谷右エ門との恋では巡業先までついていったほど。落語家との浮気も多く、弟子7代目朝寝坊むらく（立花家左近、3代目三遊亭圓馬）とできていた（落語家が音曲師の弟子になるのはそもそも異例）。圓馬と、品川の4代目橘家圓蔵との三角関係は、新富座における落語家の歌舞伎総見において派手なけんかの末圓馬が圓蔵を殴打し、三遊派からも東京の芸界からも去るという悲しい幕切れとなった。他にも、愛人として旅館を与えられた落語家（古今亭志ん馬（本名金川利三郎））もいる。
しかし、対価（カネや仕事）のために男と付き合ったことはない。反対に、男に金を与えていた。年を取ってからの浮気相手は若い前座落語家たちとなった。情事の翌朝、男に向かって「お前気を残すんじゃァないよ（のぼせるんじゃないよ、本気じゃないよ）、これでお湯（銭湯）にでも行っておいで」と言い、小遣いを与えた（3代目三遊亭金馬『浮世断語』）。